# Flateyjarskagi
La Flateyjarskagi, toponyme islandais signifiant littéralement en français « la péninsule de Flatey » du non d'une île proche, est une péninsule du Nord de l'Islande, dans la région de Norðurland eystra, entre l'Eyjafjörður à l'ouest et la Skjálfandi à l'est.
Très montagneuse, elle comporte plusieurs sommets de plus de mille mètres d'altitude recouverts de petits glaciers. La localité de Grenivík se trouve sur son littoral sud-ouest.
Bien que constituant l'une des plus grandes péninsules du pays, la Flateyjarskagi n'avait pas de nom officiel jusqu'en avril 2011 ; à la demande de la municipalité de Grýtubakkahreppur et après une consultation populaire, Hjörleifur Guttormsson, ancien membre du Parlement, a proposé ce toponyme qui a été arrêté.

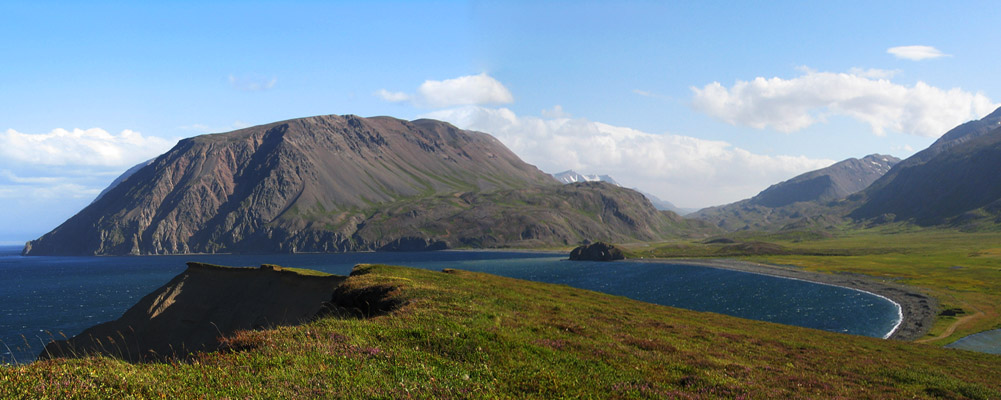
Vue du débouché de la Flateyjardalur dans l'océan Arctique dominé par l'Hágöng ytri.